# 東映洋画
東映洋画（とうえいようが）は、かつて存在した日本の映画配給部門。設立時の名称は東映株式会社洋画部。東映の一セクションとして主に洋画配給を行っていた。本部は東京銀座の東映本社（東映会館）内に置かれた。正式な発足日は1972年5月16日。
東宝の東宝東和、松竹の松竹富士と同様の業務を行っていた。また洋画配給と宣伝、洋画系劇場に流す邦画の宣伝も行った。
1994年4月、業務が縮小され、1995年6月1日、映画営業部に吸収され廃止された。
2011年8月11日、東映が外国映画配給の新レーベル「TOEI TRY△NGLE」（東映トライアングル）発足会見が行い、1987年公開の『七福星』以来、24年ぶりに洋画配給を行うと報道された。
1980年代に配下に設立された「東映ユニバースフィルム」とその後改名された「東映クラシックフィルム」についても合わせて説明する。

## 概説
1972年、岡田茂東映社長により外国映画（以下、洋画）輸入配給業を事業とする「東映株式会社洋画部」として設立された。同年1月、岡田は東映社長に就任後初の新年度経営方針として、経営第一主義の確立、あらゆる収益機会の意欲的開発を発表し、儲かるビジネスがあれば参入していく方針を掲げた。日本映画界が斜陽産業の代名詞のようになっていた時代、東映生き残りを賭け、本格化する東映の多角経営化の一つとして、東映本社営業部から分派新設され、東映洋画は設立された。東映の洋画配給はこの時が全くの初めてではなく、1950年代から1960年代に日本映画を3万ドル以上輸出した映画業者に、その見返りとして洋画を一本輸入を認める輸出ボーナスがあり、東映も数本輸入したことがあった。また洋画の買い付け配給ではないが、元々東映本社地下の旧丸の内東映パラスは、新宿東急と並んで、東京都内で二館だけのセックス洋画のロードショー劇場だった。1965年の洋画の興行網であるSTチェーンの本発足には松竹、東急レクリエーション（以下、東急レク）と共に東映も参加し、STチェーンが配給する洋画を上映していた。ただ本格的な輸入配給は初めてとなる。全国の東映パラス系14館を基盤に一般館を入れて20館前後として洋画部の配給がスタートした。以降、東映が新たな劇場を建築する際は、邦画系と洋画系の二つを含むものとし、他方、既存の劇場のうち、キャパの大きな直営館については、改築して内部を邦画系と洋画系の二館に分割した。これらの措置により、東映の直営館（準直営館を含む）は、1979年7月に過去最多の102館になった（邦画系63館、洋画系39館）。

## 歴史

### 1970年代
1972年4月19日の発表会見で、岡田は「昨年の映画界の水揚げは、邦画、洋画、ともに140億円。このぶんだと邦画より洋画の方が（利益）率がよくなる。そこでこの傾向をいち早く察知し、松竹・東急レクとも相談して洋画配給に踏み切った。映画本部の中に洋画部を設立し、7月から年間14～5本を目途に配給する方針だ。世界的なポルノ・ブームにのって当面はポルノ作品からのスタートになるが、おいおい大作も輸入する予定。東映がやる以上は、ポルノでも最高の作品を提供する。将来このポルノチェーンを現在の東映映画のマーケットと同程度の組織に作り上げ、洋画も邦画の日本市場の半分を東映でいただく。セールスは独自の機構で行うことになる。とりあえず9本の作品の輸入を決めた」などとぶち上げた。また荻昌弘との対談で「大川博前社長から、洋画配給はうっかり手を出すとヤケドするから絶対やるなと言われていたんです。だって邦画なら作品のはじめからタッチしているし、人が作ったものを買って、いざ見てみたらとんでもないものをつかんじゃったなんてことにもなりかねない。私の代になって、別の観点から洋画に手を出すことにしたんです。東映は日本古来のマンジュウしか作ってこなかったけど、国民全体の嗜好が変わってきたんだから、洋菓子にも手を出さざるを得ないということです。この世界は自称プロ気取りが多くてね。顔の商売だから、俺を東映に入れなきゃ洋画なんてとても買い付けできるわけがないって、売り込みが激しかったんですが、わが社は私と鈴木常承洋画部長の二人で、私が選定して、あとは全部鈴木に任せるという方式にしました」などと話した。岡田が洋画配給業務参入を決めたのは、当時洋画の配給収入が急激に伸び、邦画と肩を並べるところまで来ており、1972年には抜かれるのではという予想されたことで、岡田が指をくわえて見ているだけとはあり得ず、現在の邦画同様にブロック・ブッキングを強化して第二の"第二東映"を確立しようと構想した。折からの"洋高邦低現象"で、この後のマーケットのイニシアティブは洋画が持つと判断した。東映は業績不振に苦しむ他社をよそにこの数年間、業界で唯一の黒字を誇ってはいたが、東映動画を中心とした労働争議の深刻化や、人件費の増大によりジリ貧の危機に晒されており、儲かることは何でもやらなければ生き残れないという危機感があった。岡田は洋画ポルノで一系統が作れると、洋画ポルノを過大評価していた。
1972年の正月興行で東映を含めた邦画が『007/ダイヤモンドは永遠に』や『レッド・サン』などの洋画のアクション物にかなり喰われ、それまで邦画の50%近いシェアを持ち、一人勝ちといわれた東映の岡田もショックを受けていた。また当時、洋画のインディペンデントといわれた東和、日本ヘラルド、東京第一、松竹映配等がメジャーと肩を並べるように伸びてきていた。東映の洋画配給進出はそれらに殴り込みをかける形となった。業界の寝わざ師でドライといわれた岡田の発言は業界に大きなショックを与えた。他社ではガッチリしていたバイヤーが東映の進出でタマの値段を吊り上げてくることが危惧され、洋画といってもポルノが主だが、それでも同業の中小業者にとっては死活問題になりかねないと見られた。当時の洋画ポルノは邦画一本の製作費で2、3本買えたため、利潤率が邦画よりはるかによかった。参入当時は既に過当競争気味で、一本当たりの平均配収は2,500万円程度と枠内で利益を出すには難しく、まず原価の安いポルノを手掛け、洋画配給のイロハを学ぼうとした。業界関係者は東映が暴力とエロ映画で映画市場を席捲するようになると、世論がまたうるさくなると懸念した。
東映は当時ポルノ映画専門の洋画チェーンを14館持っていたから、これに松竹、東急レク系のSTチェーンと提携を強化し、全国で50館のポルノ・チェーンにしようと構想した。松竹はこの攻勢に備え、松竹映配の中にポルノ洋画の配給を専門に行うグローバル・フィルムを設立した。また1971年11月にロマンポルノを発足させた日活も洋画ポルノを配給すると発表し、洋画ポルノ配給網も戦国時代に突入したと評された。
岡田から実務の責任者に指名された鈴木常承は、東映洋画の設立経緯に関して、「日活を辞めるつもりだった田中鉄男営業担当と黒澤満さんが二人で岡田社長に会いに来て『ロマンポルノ』を東映でやらないですか』と持ち掛け、岡田社長が『やろう』と言い、『鈴木を呼べ』と呼ばれて行ったら、岡田から『黒沢と田中を採用するけどどう思う？』と言われたから、『やるならフリーブッキングの洋画です』と言ったら『じゃあお前がやれ』と言われたから『分かりました』と答えて東映洋画が発足しました」などと証言している。
第一回配給は当時、性科学映画などと括られていた西ドイツコンスタンチヌフィルムから買い付けた『性医学・幸福へのカルテ』を1972年7月29日、丸の内東映パラス、新宿東急、大阪東映パラス、梅田日活シネマ、三宮国際日活でロードショー公開。同作に『現代ポルノ伝 先天性淫婦』で東映に招聘したサンドラ・ジュリアンの出演映画『サンドラ・ジュリアン 色情狂の女』を付け、10月21日からゼネラル館で上映した。『性医学・幸福へのカルテ』の興収は1,400万。第二弾は『人妻SEX 悶絶』。第三弾は1972年10月21日公開のシャルル・アズナヴール主演の一般映画サスペンス『危険な来訪者』で、13日間で興収512万円という破壊的な大赤字。立ち直らせたのはアメリカから3D方式を導入し、立体という利点を生かした初の3Dポルノ『3Dポルノ 淫夢』（1973年2月10日公開）。メガネは肉感料として50円徴収した。立体ポルノという物珍しさもあって興収は1,600万で大ヒットといえた。当時世界的に立体ポルノが流行するのではといわれたが、さほど流行らなかった。発足時は威勢がよかったが、東映では誰も洋画の買い付けをやったことはなく、儲かると思って参入した洋画ポルノであったが、過当競争ですぐに買い付け価格が跳ね上がり、なかなか利益が上がらず。またカトリーヌ・ドヌーヴ主演の不倫ものの秀作『昼顔』の再映などを試みたが、思う程は儲からない状態が続いた。また1972年9月に日活ロマンポルノが猥褻図画公然陳列罪容疑で起訴され、ポルノの配給を社員が嫌がるようになった。しかし洋画配給の後発組としては、興行力が見込まれるメジャー作品のルートに入り込むことは困難だった。洋画メジャー作品の買い付け法は、シノプシスだけ読んで判断し、億単位の価格で買い付けるというハイリスクなもので、会社の一部署が担うにはバクチ性が高すぎた。このため比較的買いやすいヨーロッパの独立系の作品を狙い、また品揃えを豊富にするため『沈黙の世界』や『野生のエルザ』など、再映作品を多く買い付けた。
洋画部が初めて大手チェーンで公開した新作洋画は1974年4月28日に大劇場チェーンミラノ・パンテオン系で公開された『コーザ・ノストラ』であった。配収1億3000万円を上げ、興行もある程度の成功を収めた。
ポルノ解禁国アメリカでも上映禁止騒ぎを起こし、世界各国でもハード版公開不能といわれた『ディープ・スロート』が1974年春に日本に持ち込まれたが、日本のいくつかの映画会社が見て、「これはとても無理だ」と東京税関に輸入申請を出さず送り返した。諦めきれない東映洋画は日本国内で再編集することを思い付き、契約後に殺されたイタリア系マフィアの代理人から同作を買い付けるという危険な橋を渡り、輸入検査を申請する前に自主的に一部をカットした上で輸入、向井寛に編集を頼んで公開した。同作は"日本初のハードコアポルノ公開"と宣伝され当時で3億円の大ヒットを記録、これをきっかけにハードコアポルノが日本でブームになった。
スタート時の洋画ポルノ（洋ピン）買い付けから、一般映画の買い付けを目指し、柱にしようと構想したのがブルース・リーとアラン・ドロンであった。
岡田茂が映連の幹部になり、海外の映画祭や映画見本市など映画外交に行く機会も増え、当時の映連幹部は高齢者や大谷隆三のように体の弱い人もおり、元気で押しの強い岡田が団長を務めるケースも多くなり、現地の映画関係者やバイヤーとのビジネス上の付き合いが生まれた。岡田は東映洋画は世界の製作配給業者と本格的なコネが出来たと評価した。またそれまで東映国際部といっても名ばかりで、大した取り引きもなく、出張者の観光案内所と化していた東映国際部が東映洋画の設立で花形部署になり俄然やる気を増した。岡田自ら洋画の買い付けや同時に東映ポルノや千葉真一や志穂美悦子らのカラテ映画、『新幹線大爆破』や『恐竜・怪鳥の伝説』、テレビ作品、東映アニメなど、東映作品の海外販売に陣頭指揮を執り、大きな成果を挙げた。1975年頃は東映作品の年間輸出額が業界の50%を占めるようになった。1975年6月に公開されたソ連映画『レニングラード攻防戦』は、製作中の1974年秋に岡田が訪ソし、ソ連国家映画委員会副議長（映画省副大臣）や映画輸入公団副総裁と交渉し、直接買い付けたもので、この時、ソ連側が東映のカラテ映画を欲しがったことが、共産圏でカラテ映画がヒットした切っ掛けだった。岡田は『レニングラード攻防戦』の買い取りを機に一般映画の獲得に力を入れると発表した。またソ連の国家映画委員会幹部が11月に来日し、岡田の商談を持ち、東映映画をたくさん買い付けたいと話した。『続エマニエル夫人』の配給権を巡り、日本ヘラルド、東和と争奪戦を演じたが日本ヘラルドに敗れる（契約は推定100万ドル）。またカンヌ国際映画祭で岡田が『地獄の黙示録』を買おうとしたら日本ヘラルドが相当金を出して落とした。
またブルース・リーの『ドラゴンへの道』配給権獲得の経緯は、鈴木常承がブルース・リーの映画はゴールデン・ハーベストと東和は正式に契約を結んでいないとの情報をキャッチし、ゴールデン・ハーベストのレイモンド・チョウが商談で岡田に会いに来日した際、岡田が「一本東映に売れ」と迫り『ドラゴン怒りの鉄拳』を70万ドルで買った。するとスポーツニッポンにすっぱ抜き記事が出て（スポニチに岡田のブレーン・脇田巧彦がいたため）、腰を抜かした川喜多長政が岡田に怒鳴り込んで来たが岡田が追い返し、川喜多がゴールデン・ハーベストに文句を言ったため、これはマズいと判断したレイモンド・チョウが『ドラゴンへの道』の方が内容がいいからと『ドラゴン怒りの鉄拳』を東和に渡し、東映に『ドラゴンへの道』を渡すという段取りをつけたものであった。『ドラゴンへの道』は1975年1月に公開され全国的に大ヒットし、東和配給の『ドラゴン怒りの鉄拳』『ドラゴン危機一発』を上回る8億円の配収をあげた。洋画配給の旨味を知った岡田は「4年後を目標に邦画・洋画の二本立て興行を実施する」とラッパを吹いた。この成功でカンフーものやアクションものにも積極的に取り組めるようになり、アラン・ドロン主演映画『ル・ジタン』や『ブーメランのように』、『流されて…』『課外授業』など、個性的な作品を配給した。『ル・ジタン』も『ドラゴンへの道』も東和が当然買い付けると見られていたため、東映洋画が買い付けるとは誰も想像できず、この逆転劇は業界関係者を驚かせた。東和は続けて東映に買い付けで負け、「東和」という名前だけでは国際的に知名度が低いと判断し、1975年4月9日の臨時株主総会で「東宝東和」に社名変更を余儀なくされた。
またゴールデン・ハーベストのライバルであるショウ・ブラザーズのランラン・ショウとは、千葉や志穂美らのカラテ映画の香港や東南アジアでの売込みで業務提携を結んだ。ジャッキー・チェン映画の買い付けもこうした香港映画との付き合いがあった上でのことで、1975年、鈴木常承が「香港で酔っ払ったら強くなるという映画が当たってる」という情報を得て、すぐに香港に出向きプリントも観ずに25万ドルで契約した。これが『酔拳』で、東宝東和より一足先に抑え、1979年7月21日『トラック野郎・熱風5000キロ』と併映され、それまで日本で全くの無名だったジャッキー・チェンの人気爆発の切っ掛けを作った。当時、香港映画は観客に飽きられ、興行的な信用を失っていた時期だった。日本での知名度はほぼ0だったジャッキー・チェンの売り出しに、名前は「ジャッキー・チェン」がいいか「成龍」がいいかで悩み、響きのいい「ジャッキー・チェン」で売り出すことに決めた。『酔拳』『蛇拳』がほとんど宣伝はしないでも大当たりしたことから、1980年4月19日封切りの『笑拳』に宣伝しなくてもお客が入るだろうと宣伝をしなかったら、ジャッキーファンから「もっと宣伝しろ」と連日の猛抗議が宣伝部に殺到する事態となった。ジャッキー・チェン映画の実績から、東映は1980年代にかけて香港映画との連携を強めた。
東映洋画の存在が大きくクローズアップされたのは角川映画との提携だった。アラン・ドロン映画がうまくいかなくて洋画の買い付けを控え、劇場が空いていた時期に角川映画や宇宙戦艦ヤマトシリーズなどの委託作品が上手くはまった。東映が角川と提携する切っ掛けについて鈴木常承は「ある日、岡田社長に呼ばれて角川春樹さんを紹介された。岡田社長から『角川社長が今度映画をやりたいそうだから、いろいろ相談に乗ってあげてくれ』と言われ、角川さんから『ぜひ、映画をやりましょう』と言われた。第一回目は原作の関係で東宝さんになったが（『犬神家の一族』）当時角川さんの窓口をやっていた黒井和男さんにその次を頼んでもらい快諾され『人間の証明』から付き合いが始まった」などと述べている。岡田は『月刊創』1977年5月号のインタビューで、ホストの勝田健から「今度、おたくが配給面で提携することになった『人間の証明』は『犬神家の一族』で角川が大ヒットさせたもんだから、それでは、ということで横あいから乗りだしたんじゃないですか?」と言われ「いや、それはちょっと違うんですョ。わたしは文庫本のブームを角川がつくったときに、これはいけるって狙いをつけてたんです。もっと砕いて言えば、その張本人である角川春樹っていう若い経営者を買ったといえるかもしれないな。彼はどことなくスターらしい風格が滲みでていますしね」などと述べている。東映洋画の売り上げは1975年の18億円から、1976年には半分の9億円に下がった時期で、『人間の証明』を配給した1977年からは邦画の依存度が高くなり、以降、角川やオフィスアカデミーなど、外部プロダクションとの関係を深めていく。1977年代後半からは角川映画や、宇宙戦艦ヤマトシリーズ、銀河鉄道999、徳間（宮崎アニメ）などの劇場アニメを配給し、1980年代にかけ一時代を築く。『宇宙戦艦ヤマト』『人間の証明』が配収35億円、『さらば宇宙戦艦ヤマト 愛の戦士たち』が20億円、『探偵物語』/『時をかける少女』28億円、『里見八犬伝』23億円、『愛情物語』/『メイン・テーマ』18億5,000万円、『Wの悲劇』/『天国にいちばん近い島』15億5,000万円、『風の谷のナウシカ』7億5,000万円、『天空の城ラピュタ』7億円、『魔女の宅急便』22億円、『天と地と』51億円。発足から1993年までの21年間で配収約614億円、利益35億円を上げた。東宝系で公開された『戦国自衛隊』『復活の日』、東映作品の『魔界転生』『誘拐報道』では宣伝のみ担当した。
また東映セントラルフィルムと後のセントラル・アーツの設立経緯について岡田茂は「うちの映画事業部の中に、洋画配給部門というものがある。洋画とは名のみで、いま、実際は邦画を配給しているけれども、ここから1つの試みが生まれた。うちは劇場が非常に多く、最盛期には洋画系統の封切直営館が全国で50館ぐらいあった。そういう劇場を埋める、つまり、洋画館にかけるような映画をつくろうじゃないか。こう考えたわけですが、それには今までの様な企画の立て方、作り方じゃ無理だ。それで東映ビデオの中に、セントラル・アーツという製作会社を作った。これが意外に成功して『あぶない刑事』みたいなライトコメディーというか、従来の東映カラーにない作品を生み出したんですね」、「黒澤満を東映ビデオの製作部門の長として抱きかかえ、これを東映セントラルフィルムと組ませた」などと東映洋画と関係があると説明している。

### 1980年代
『勝利への脱出』を富士映画と初めての共同買付け（配給は富士映画、1981年12月12日公開）。
洋画配給とは名ばかりで、国内の独立プロの作品を配給、もしくは提携製作に主力をおく間、洋画配給は急速なビデオの普及で大きな打撃を受け、洋画の人気が一服したあと、再び撤収期に入った。本来の業務である洋画配給には目立つものがなくなってきたこともあり、このためもう一回洋画配給ではっきりさせようと1981年に配下に「東映インターナショナル」を設立すると内定した。洋画大作はロイヤリティーが高騰していたため、当時ブームになっていたミニシアター系向けの小回りのきく作品の買い付けを狙ったが、これも各社にあり前途は多難とみられた。1981年の12月1日付けで、洋画配給部を細分化し、個性的な洋画の輸入配給業務を主業務とする「東映ユニバースフィルム」が発足したため、「東映インターナショナル」は「東映ユニバースフィルム」に名称変更したものとみられる。設立の趣旨として観客の嗜好の多様化による新しいニーズに対応するため、洋画配給部が大所帯になったための分割等の説明があった。またこの「東映ユニバースフィルム」は、1984年3月1日付けで「東映クラシックフィルム」に名称が変更された。
洋画人気が絶頂に達したのは『E.T.』が日本で公開された1983年。岡田茂が1980年1月に東急レク社長に就任し、東映社長と兼任するようになったことで、STチェーン内での岡田の影響力が増し、『E.T.』は東映洋画系を中心に東映の多くの劇場でも上映され、全国の劇場で開館新記録が相次いだ。1983年は東映の興行収入の40%を洋画が稼いだ。
邦画大作を中心とした興行でこれまで東映本番線の不振をカバーする役目を担い、洋画の買い付けを手控えていたが、1981年に洋画買い付けに再び色気を見せた。しかし『クルージング』『アパッチ砦・ブロンクス』『ウルフェン』『人類創世』といった映画がことごとく不振で、買い付け価格の高かった『ウルフェン』『人類創世』がともに4億円未満の配収しかあがらず、10億円の赤字を出す。赤字は『悪霊島』や『1000年女王』など、寄与率の低い作品では埋められず、第54期決算（1981年9月～1982年8月）で5億円の赤字を出す。このため当分の間、原則として洋画は出さないという方針が打ち出された。洋画配給は1987年の『七福星』が最後になった。
1977年の『人間の証明』以来、角川春樹事務所との提携を強めていたが、1985年に角川が自主配給の方針を打ち出したため、提携を解消。岡田社長から映画製作の指示を受け、自主製作の踏み切る。第一回自主製作は1985年の『それから』。同作は洋画系77館で公開され、ローカルで伸びなかったが、国内外の多くの映画賞を受賞し、森田芳光監督の名前を一気に高めた。公開4ヵ月後の1986年3月に東映ビデオからビデオ発売された。

### 1990年代
1990年代に入ると外部提携も上手くいかず、失敗が続いた。洋画の配給も途絶え、1995年6月1日、映画営業部に吸収され洋画配給部が廃止された。

## 沿革
- 1972年5月16日 - 洋画部を新設[2]。
- 1976年3月1日 - 洋画配給部に改称、同部に洋画宣伝室を新設。従来の宣伝部洋画宣伝課は発展的に解消、洋画興行部門の強化のため、洋画興行課を発展的に解消し、洋画興行部が新設[2]。
- 1985年11月9日 - 第一回自主製作『それから』が公開される[93]。
- 1994年4月1日 - 洋画配給部は洋画宣伝室の実務を宣伝室に、一般事務などを映画営業部に移管[2][9]。
- 1995年6月1日 - 映画営業部に吸収され洋画配給部が廃止[10][11]。
- 1996年10月1日 - 洋画興行部が廃止。業務は映画営業部興行課と劇場管理部が引き継がれる[2]。
- 1997年4月 - 東映関東支社が廃止され、関東支社管轄劇場の洋画番組編成権も同様に引き継がれる[2]。

## 主な公開作品
日付は封切日。特記のない場合は配給のみ。主な出典は『悔いなきわが映画人生 東映と、共に歩んだ50年』460–463頁。ジャッキー・チェンの主演映画『酔拳』『蛇拳』『笑拳』『拳精』『少林寺木人拳』『龍拳』『カンニング・モンキー 天中拳』『蛇鶴八拳』『成龍拳』『醒拳』は、買い付けたのは東映洋画だが、配給は全て東映本体で行った。

### 1970年代
- 性医学 幸福へのカルテ（1972年7月29日）
- サンドラ・ジュリアン 色情狂の女（1972年10月21日）
- 3Dポルノ 淫夢（1973年2月10日）
- 悶絶トルコ風呂（1973年3月21日）[95]
- 危険な来訪者（1972年10月21日）
- 昼顔（リバイバル、1973年2月24日）
- ハリウッド・ブルー／実録ポルノ裏面史（1973年6月2日）[13]
- 欲情痴戯百科（1973年12月11日）[96]
- 立体ポルノスコープ 先天性露出狂（1974年1月15日）[97]
- コーザ・ノストラ（1974年4月28日）
- カラテ愚連隊（1974年7月25日）[20]
- 電光飛竜拳（1974年7月25日）[20]
- 暗黒街のドラゴン 電撃ストーナー（1974年11月2日）[20]
- 残酷人喰大陸（1974年12月21日）[20]
- ドラゴンへの道（1975年1月25日）
- 処女の生血（1975年4月）[20]
- レニングラード攻防戦（1975年6月7日）
- 実録・ベトナム戦争残虐史（1975年6月21日）
- ディープ・スロート（1975年8月16日）
- SEXドリーム淫絶ポルノ大会（1975年10月25日）[98]
- ポルノ秘密警察シャロンケリー2（1975年10月25日）[98]
- 世界淫欲トルコ風呂（1975年11月18日）[98]
- 処女シルビア・クリステル/初体験（1975年11月22日）[99]
- ル・ジタン（1976年4月24日）[100]
- 爆発!ジェットヘリ500（1976年4月10日）
- 噫 活弁大写真（1976年5月1日）
- SEX奴隷（1976年5月15日）
- さらばアフリカ（リバイバル、1976年5月）
- ダイヤモンドの犬たち（1976年9月4日）
- ザ・サファリラリー・勇気ある男たちの5千キロ（1976年9月4日）[101]
- 世界の空軍 AIR FORCE'77（1976年11月23日）
- 恐怖!蛇地獄（1976年12月4日）
- 課外授業（1976年12月25日）
- ブーメランのように（1976年12月25日）
- 宇宙戦艦ヤマト（1977年8月6日）
- 人間の証明（1977年10月8日）
- アンナ・カレーニナ（1977年10月29日、ソビエト名作映画祭）
- 流されて…（1977年5月27日）
- さらば宇宙戦艦ヤマト 愛の戦士たち（1977年8月5日）
- ポール・ポジション（1977年9月15日）
- アンネの日記（リバイバル、1979年3月3日）[102]
- ナチ女秘密警察 SEX親衛隊（1979年3月3日）
- 白昼の死角（1979年4月7日）[102]
- 地獄（1979年6月3日）
- 金田一耕助の冒険 （1979年7月14日）
- 銀河鉄道999（1979年8月4日）
- 地の果てへの旅（1979年8月4日）
- 蘇える金狼（1979年8月25日）
- 灰とダイヤモンド（リバイバル、〈ポーランド名作映画祭〉1979年10月27日）

### 1980年代
- 最強最後のカラテ（1980年1月19日、地方は『ブラッフ』との併映）[103]
- スタントマン殺人事件（1980年4月19日）[103]
- 地球へ…（1980年4月26日、地方はVAN（ヴァン）との併映）[103]
- ヤマトよ永遠に（1980年8月2日、地方は『赤いシダの育つところ』との併映）[103]
- 四季・奈津子（製作、配給、1980年9月6日）
- クルージング（1981年1月24日）
- スローなブギにしてくれ（1981年3月7日）
- ベルモンドの警部（1981年3月7日、地方のみ『スローなブギにしてくれ』と併映）[104]
- ジ・エンド（1981年4月11日）[104]
- ブルース・リー 死亡の塔（1981年6月20日）[105]
- さよなら銀河鉄道999（1981年8月1日）
- イレイザーヘッド（1981年9月12日[106]、大阪、東京は単館ロードショー [35]、地方は『ウルフェン』と併映[35]）
- ウルフェン（1981年9月15日）
- スキャナーズ（1981年9月23日）[35]
- 悪霊島（1981年10月3日）
- 蔵の中（1981年10月3日）[35]
- アパッチ砦・ブロンクス（1981年10月10日）
- 戦争と平和（リバイバル、〈ロシア文豪映画祭〉1981年10月21日）
- モスクワは涙を信じない（1981年11月27日〈ロシア文豪映画祭〉）[82]
- 1000年女王（1982年3月13日）
- 化石の荒野（1982年4月17日）
- 人類創世（1982年5月22日）
- ブギーマン（1982年5月22日）
- 真紅な動輪（1982年5月22日）
- 世界の空軍 AIR FORCE'82 ドッグ・ファイト（1982年6月）
- 毛皮のヴィーナス（リバイバル、1982年6月）
- セーラー服と機関銃・完璧版（1982年7月10日）
- わが青春のアルカディア（1982年7月28日）
- ホロコースト（1982年9月）
- FUTURE WAR 198X年（1982年10月30日）
- 隣の女（1982年12月24日）
- 食人族（1983年1月15日）[90]
- 宇宙戦艦ヤマト 完結編（1983年3月19日）
- 少林寺三十六房（1983年4月11日）[107]
- 迷プレ・珍プレ大百科!! アメリカン・ブルーパーズ（1983年5月14日）
- 探偵物語（1983年7月16日）
- 時をかける少女（1983年7月16日）
- 草迷宮（1983年11月12日）[8]
- 危険なささやき（1983年11月19日、地産と共同配給）[108]
- 里見八犬伝（1983年12月10日）
- カルメン（1983年12月23日）
- ジーザス・クライスト・スーパースター（リバイバル、1984年3月17日）[84]
- 風の谷のナウシカ（1984年3月11日）
- チーチ&チョン スモーキング作戦（1984年4月21日）[84]
- 愛情物語（1984年7月14日）
- メイン・テーマ（1984年7月14日）
- 湾岸道路（1984年9月29日）
- エマニュエル（1984年9月29日）
- Wの悲劇（1984年12月15日）
- 天国にいちばん近い島（1984年12月15日）
- スヌーピーアドベンチャー（リバイバル、1985年4月27日）
- バロー・ギャングBC（1985年4月27日）
- 愛しきは、女　ラ・バランス（1985年5月31日）[84]
- それから（製作、配給、1985年11月9日）
- ターゲット（1985年12月7日）
- 野蛮人のように（1985年12月14日）[109]
- ビー・バップ・ハイスクール（1985年12月14日）
- 北斗の拳（1986年3月8日）[109]
- 死霊のえじき（1986年4月19日）
- 天空の城ラピュタ（1986年8月2日）
- プライド・ワン（1986年9月13日）
- ア・ホーマンス（1986年10月10日）
- めぞん一刻（1986年10月10日）
- 紳士同盟（1986年12月13日）
- ボクの女に手を出すな（1986年12月13日）
- 恐怖のヤッちゃん（1987年7月4日）[109]
- 新宿純愛物語（1987年7月4日）[109]
- アラカルト・カンパニー（1987年11月14日）[110]
- 愛はクロスオーバー（1987年11月14日）[110]
- 卒業プルーフ（1987年11月28日）[110]
- 七福星（1987年12月12日）
- あぶない刑事（1987年12月12日）
- 銀河英雄伝説（1988年2月）
- ヘル・レイザー（1988年3月5日）
- ラブ・ストーリーを君に（1988年3月5日）[109]
- フライング 飛翔（1988年5月14日）
- またまたあぶない刑事（1988年7月2日）[109]
- ふたりぼっち（1988年7月2日）[109]
- 聖闘士星矢 真紅の少年伝説（1988年7月23日）[109]
- 魁!!男塾（1988年7月23日）[109]
- この胸のときめきを（1988年10月8日）
- ガラスの中の少女 (1988年12月10日）[109]
- 悲しい色やねん（1988年12月10日）[109]
- 文学賞殺人事件 大いなる助走（1989年2月18日）
- オルゴール（1989年3月11日）
- もっともあぶない刑事（1989年4月22日）
- 黒い雨（1989年5月13日）
- 魔女の宅急便（1989年7月29日）
- CFガール（1989年10月7日）
- 家族輪舞曲(ロンド)（1989年11月11日）
- ウォータームーン（1989年12月23日）

### 1990年代
- 天と地と（1990年6月23日）
- BEST GUY（1990年12月15日）
- 天河伝説殺人事件（1991年3月16日）
- リトル・シンドバッド 小さな冒険者たち（1991年7月20日）
- 代打教師 秋葉、真剣です!（1991年8月31日）
- 仁義（1991年12月21日）
- 遠い海から来たCOO（1993年12月11日）
- プロゴルファー 織部金次郎2 〜パーでいいんだ〜（1994年5月14日）[111]